# Gijsbrecht Leytens
Gijsbrecht Leytens (Antwerpen, 1586 – aldaar, 1643 of 1656), ook bekend als de meester van de winterlandschappen was een Zuid-Nederlands kunstschilder uit de barokperiode.
Leytens schilderde vooral winterlandschappen die de invloed van Jan Brueghel de Oude en Gillis van Coninxloo tonen. Hij werd in 1611 meester bij het Antwerpse Sint-Lucasgilde maar veel meer is niet bekend van zijn carrière. Zoals zijn tijdgenoten, Abraham Govaerts en Alexander Keirincx in Antwerpen, schilderde Leytens landschappen met bossen die bevolkt zijn door kleine menselijke figuren, ingeklemd tussen grote bomen in repoussoir. Zijn doeken toonden overwegend winterlandschappen, die men toen winterkens noemde.
- Biografisch Portaal: 94376481
- Gemeinsame Normdatei: 1225891787
- KulturNav: 425cb754-f9a2-4065-b471-b3844bfa2876
- MusicBrainz: c6f7977d-19e4-45ec-9e67-5e95b455800c
- RKD-Nederlands Instituut voor Kunstgeschiedenis: 49866
- Union List of Artist Names: 500030148
- Virtual International Authority File: 95867644
- WorldCat: E39PBJrGv4bwvY3RKMyXgpPxXd